# جرجافک
جرجافک، روستایی خوش آب وهوا از توابع بخش مرکزی شهرستان زرند در استان کرمان ایران است.
نام محلی این روستا گرگاک میباشد.

## جمعیت
این روستا در دهستان جرجافک قرار دارد و براساس سرشماری مرکز آمار ایران در سال ۱۳۸۵، جمعیت آن ۷۷۲ نفر (۲۱۶خانوار) بوده‌است.